# Ванадиніт
Ванадині́т — мінерал класу ванадатів. Це одна з основних промислових руд металу ванадію і незначне джерело свинцю.

## Історія
Спочатку він був виявлений в Мексиці іспанським мінералогом Андресом Мануелем дель Ріо в 1801 році. Він назвав мінерал «коричневим свинцем» і стверджував, що він містить новий елемент, який він спершу назвав панкромієм, а пізніше — еритронієм. У 1830 році шведський хімік Нільс Габріель Сефстрем відкрив новий елемент, який назвав ванадієм. Пізніше виявилося, що це ідентично металу в мінералі, виявленому раніше Андресом Мануелем дель Ріо. «Коричневий свинець» Дель Ріо також був знову відкритий у 1838 році в Зімапані, штат Ідальго, Мексика, і був названий ванадинітом через високий вміст ванадію.

## Загальний опис
Хімічна формула: Pb5[Cl(VO4)3]. Склад у %: PbO — 78,80; Cl — 2,50; V2O5 — 19,26. Домішки — Са, Р, As. Сингонія гексагональна. Густина 6,66 — 7,10. Твердість 3,5. Жовтого, червоного, бурого кольору. Блиск алмазний. Щільний, крихкий мінерал, він зазвичай знаходиться у вигляді червоних шестикутних кристалів. Кристали ванадиніту відповідають гексагональній системі симетрії. Ця внутрішня структура часто відображається на гексагональній зовнішній формі кристалів. Кристали зазвичай мають форму коротких шестикутних призм, але їх також можна знайти у вигляді шестикутних пірамід, округлих мас або кірок. Рідкісний. Значні скупчення використовують як руду ванадію.
Утворюється в зоні окиснення родовищ, руди яких містять ґаленіт. Інші пов'язані мінерали включають вульфеніт, лімоніт та барит. Виникає лише внаслідок хімічних змін раніше існуючого матеріалу. Тому він відомий як вторинний мінерал.
Ванадинітові родовища були виявлені в Південній Америці, Європі, Африці та Північній Америці. Великі родовища — Берґ-Аукас (Намібія). Знайдений в районі Мібладен (Марокко), на копальні Олд-Юма (шт. Аризона, США), а також в Узбекистані, Мексиці і Аргентині.
До асоційованих мінералів належать міметезит, піроморфіт, деклуазит, мотраміт, вульфеніт, церусит, англезит, кальцит, барит та різні оксиди заліза.
Родовища ванадиніту знайдені у всьому світі: Австрія, Іспанія, Шотландія, Уральські гори, Південна Африка, Намібія, Марокко, Аргентина, Мексика та 4 штати США: Аризона, Колорадо, Нью-Мексико та Південна Дакота.

## Різновиди
Розрізняють:
- ванадиніт арсеновий (відміна ванадиніту, яка містить до 13,5 % As2O5);
- ванадиніт мідний (відміна ванадиніту з родов. Казахстану, яка містить до 1,55 % CuO);
- ванадиніт флуористий (відміна ванадиніту, яка містить ізоморфну домішку флуору);
- ванадит (зайва назва ванадиніту).

## Використання
Поряд з карнотитом та роскоелітом, ванадиніт є однією з основних промислових руд елемента ванадій, який можна видобути шляхом випалювання та виплавки. Ванадиніт також іноді використовують як джерело свинцю. Загальний процес вилучення ванадію починається з нагрівання ванадиніту з сіллю (NaCl) або карбонатом натрію (Na2CO3) при температурі приблизно 850 °C, утворюючи ванадат натрію (NaVO3). Продукт розчиняють у воді, а потім обробляють хлоридом амонію, отримуючи оранжевий осад метаванадату амонію. Потім його плавлять, утворюючи сиру форму пентаксиду ванадію (V2O5). Відновлення пентоксиду ванадію з кальцієм дає чистий ванадій.